# فينولدوبام
Corlopam) Fenoldopam mesylate) هو دواء ومشتق صنعي للـbenzazepine الذي يعمل كمشابه جزئي لمستقبل D1 النوعي.
يستخدم كعامل خافض للضغط وقد حصل على موافقة منظمة الغذاء والدواء (إدارة الغذاء والدواء) في ايلول 1997.

## دواعي الاستخدام
يستخدم كخافض ضغط بعد العمليات كما يستخدم وريديا لعلاج هجمات ارتفاع الضغط. وبما أنه الوحيد الذي يحسن إرواء الكلية فمن الممكن أن يكون فعال لدى مرضى ارتفاع الضغط المصاحب بعدم فعالية كلوية.

## ألية التأثير والحرائك الدوائية
يعمل الـ Fenoldopam على توسيع الشرايين مما يؤدي إلى نقص ضغط الدم من خلال تفعيل مستقبلات D1 المحيطية.
ينقص الحمل البعدي ويحفز على اطراح الصوديوم من خلال مستقبلات الدوبامين النوعية على طول النفرون.
قد يكون تأثير الـ Fenoldopam والدوبامين الكلوي مناهض لجملة رنين أنجوتنسين الفزيولوجية الموجودة في الكلية.
وخلافا للدوبامين فإن الـ Fenoldopam مشابه نوعي لمستقبل D1 بدون تاثير على المستقبلات الادرينرجية β وبرغم ذلك فهناك دليل على احتمالية وجود فعالية مناهضة للمستقبلات الادرينرجية 1α و2α.
يفعل مستقبل D1 الأدنيليل سكلاز مما يزيد من الـAMP الحلقي داخل الخلية مما يسبب توسع وعائي لمعظم سرير الشرايين بما فيها الشرايين الكلوية والمساريقية والتاجية الامر الذي يسبب نقص في المقاومة الوعائية الجهازية.
يملك الـ Fenoldopam بدء تأثير سريع (4 دقائق) وقترة تأثير قصيرة (<10 دقائق) وعلاقة خطية استجابة للجرعة عند استخدام الجرعات السريرية.

## التأثيرات الجانبية
وتشمل الآثار السلبية الصداع واحمرار الوجه والغثيان وانخفاض ضغط الدم، عدم انتظام دقات القلب المنعكس، وزيادة ضغط العين.

## الموانع والتحذيرات والاحتياطات
يحوي الـ Fenoldopam mesylate على ميتا بي سلفيت الصوديوم حيث من النادر أن يسبب السلفيت تفاعلات تحسسية متضمنة أعراض تأقية وربو عند الأشخاص المؤهبين.
يجب اعطاء الدواء بحذر لدى مرضى الزرق أو مرضى ارتفاع الضغط داخل العين لأن الـ Fenoldopam يرفع الضغط داخل العين.
يجب تجنب مشاركة الـ Fenoldopam مع حاجبات β ان كان بالإمكان لأن التأثير الخافض للضغط الناتج عن استخدام حاجبات β يثبط أعراض تسارع القلب النتج عن استخدام الـ Fenoldopam.